# Le Grand Chemin
Pour plus de détails, voir Fiche technique et Distribution.
Le Grand Chemin est un film français réalisé par Jean-Loup Hubert, sorti en 1987, librement inspiré de l'enfance de son réalisateur.
Lors de la 13e cérémonie des César, le film obtient le César du meilleur acteur pour Richard Bohringer et celui de la meilleure actrice pour Anémone.

## Synopsis
Été 1959. Claire (Christine Pascal), jeune maman enceinte et abandonnée par son mari, confie son fils Louis (Antoine Hubert) de 9 ans à son amie d'enfance Marcelle (Anémone) vivant à Rouans, un petit village à l'ouest de Nantes, avant de retourner à Paris pour accoucher.
D'abord réticent et triste, Louis découvre vite la vie à la campagne grâce à Martine (Vanessa Guedj), la voisine de son âge, espiègle et délurée : ensemble ils font les quatre cents coups. Martine fait découvrir à Louis ses farces et ses jeux.
Peu à peu, Louis se prend aussi d'affection pour Pelo (Richard Bohringer), le mari de Marcelle, mais il remarque des tensions dans leur couple : Pelo boit beaucoup et Marcelle ne semble pas heureuse. Lorsqu'il aperçoit cette dernière visiter une tombe au cimetière, Louis découvre que Marcelle et Pelo sont restés marqués par la perte de leur enfant, Jean-Pierre, mort-né dix ans plus tôt.
La présence de Louis permet à Marcelle et Pelo de prendre un nouveau départ.

## Fiche technique
- Titre : Le Grand Chemin
- Réalisation : Jean-Loup Hubert
- Scénariste : Jean-Loup Hubert
- Directeur de la photographie : Claude Lecomte
- Monteuse : Raymonde Guyot
- Décorateur : Thierry Flamand
- Maquilleuse : Josseline Blanchet
- Musique : Georges Granier
- Ingénieur du son : Bernard Aubouy
- Sociétés de production : Flach films (Paris), Selena audiovisuel, Caméra noire, TF1 films production
- Directeur de production : Farid Chaouche
- Producteurs délégués : Pascal Hommais et Jean-François Lepetit
- Administratrice de production : Martine Cantin
- Distribution : Acteurs Auteurs Associés (AAA)
- Vente internationale : Cinexport, Tamasa Distribution
- Pays d'origine :  France
- Dates de tournage : du 16 juillet au 17 septembre 1986
- Format : pellicule 35 mm - format 1,67 : 1 - couleur - son mono
- Genre : Comédie dramatique
- Durée : 104 minutes
- Visa d'exploitation : n° 62.763 délivré le 03/03/1987
- Agrément : Tout public
- Date de sortie : 25 mars 1987 en France
- Entrées France :  3 175 537 (4e film de l'année)

## Distribution
- Anémone : Marcelle, l'amie de Claire
- Richard Bohringer : Pelo, le mari de Marcelle
- Antoine Hubert : Louis, le fils de Claire
- Vanessa Guedj : Martine, la petite voisine
- Christine Pascal : Claire, la mère de Louis
- Raoul Billerey : Le curé
- Pascale Roberts : Yvonne, la mère de Martine
- Marie Matheron : Solange, la sœur aînée de Martine
- Daniel Rialet : Simon, le fiancé de Solange
- Jean-François Dérec : Le chauffeur de bus
- André Lacombe : Hippolyte, le fossoyeur
- Denise Péron : Marie la Grenouille
- Jean Cherlian : Le gros
- Eugénie Charpentier : La Lubie
- Thierry Flamand : Le docteur Gauthier
- Marcelle Lucas et Jeanne Allaire : Les plumeuses
- Christine Hubert : La bouchère
- Robert Averty : Le boucher
- Marie-Thérèse Allaire : La cliente de la boucherie
- Paul Bichon : Un copain de Pelo
- Henri Cassard : Raymond, le facteur
- Julien Hubert : Un enfant dans l'église

## Production

### Écriture et distribution
Alors qu'il devait réaliser Sanguine, projet qui fut abandonné deux semaines avant le tournage, Jean-Loup Hubert s'isola dans sa maison de campagne pour en sortir, un mois plus tard, avec le scénario du Grand Chemin. Le couple Lucas devait être incarné par Coluche et Josiane Balasko, mais Coluche décédera un mois avant le début du tournage. Anémone y joue dans ce film son premier rôle dramatique. Louis, le personnage principal, est incarné par Antoine Hubert, le fils du réalisateur.

### Tournage
Ce film a été tourné deux mois pendant l'été 1986 entièrement en décors naturels à Rouans en Loire-Atlantique, France,,. Les habitants du village ont servi de figurants. L'équipe de tournage s'intègre dans la vie du village, et notamment Richard Bohringer, ce qui laisse un excellent souvenir à ses habitants,. Quelques incohérences sont présentes. Notamment, le film se passe en 1959, mais dans une scène avec les deux enfants au cimetière, une tombe indique "GODARD 1888-1970". D'autre part, une scène emblématique concerne des civelles. Celles-ci ne sont présentes qu'en hiver, et jamais l'été.

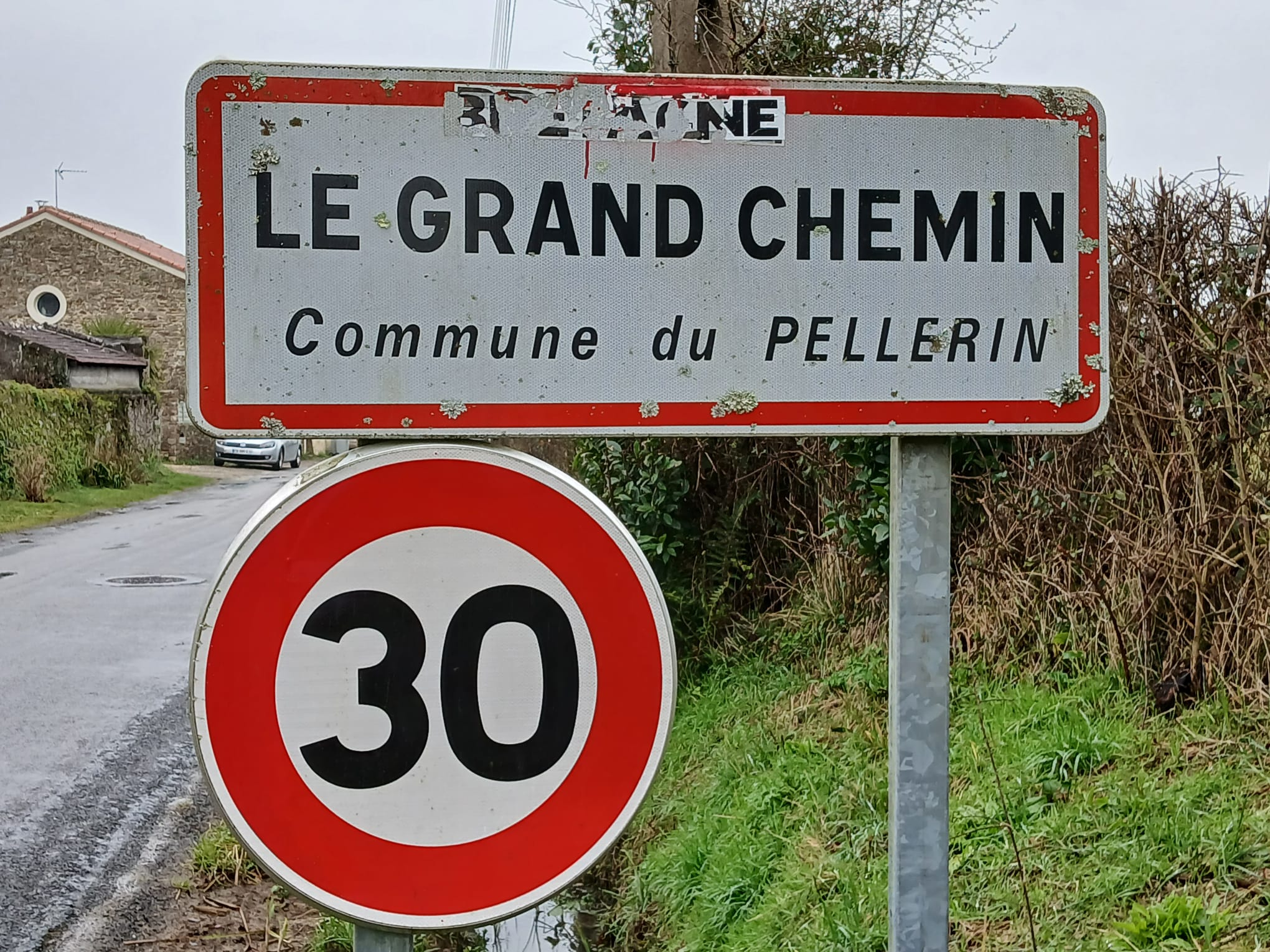
Panneau d'entrée du village Le Grand Chemin (commune du Pellerin), inspirant le titre du film.
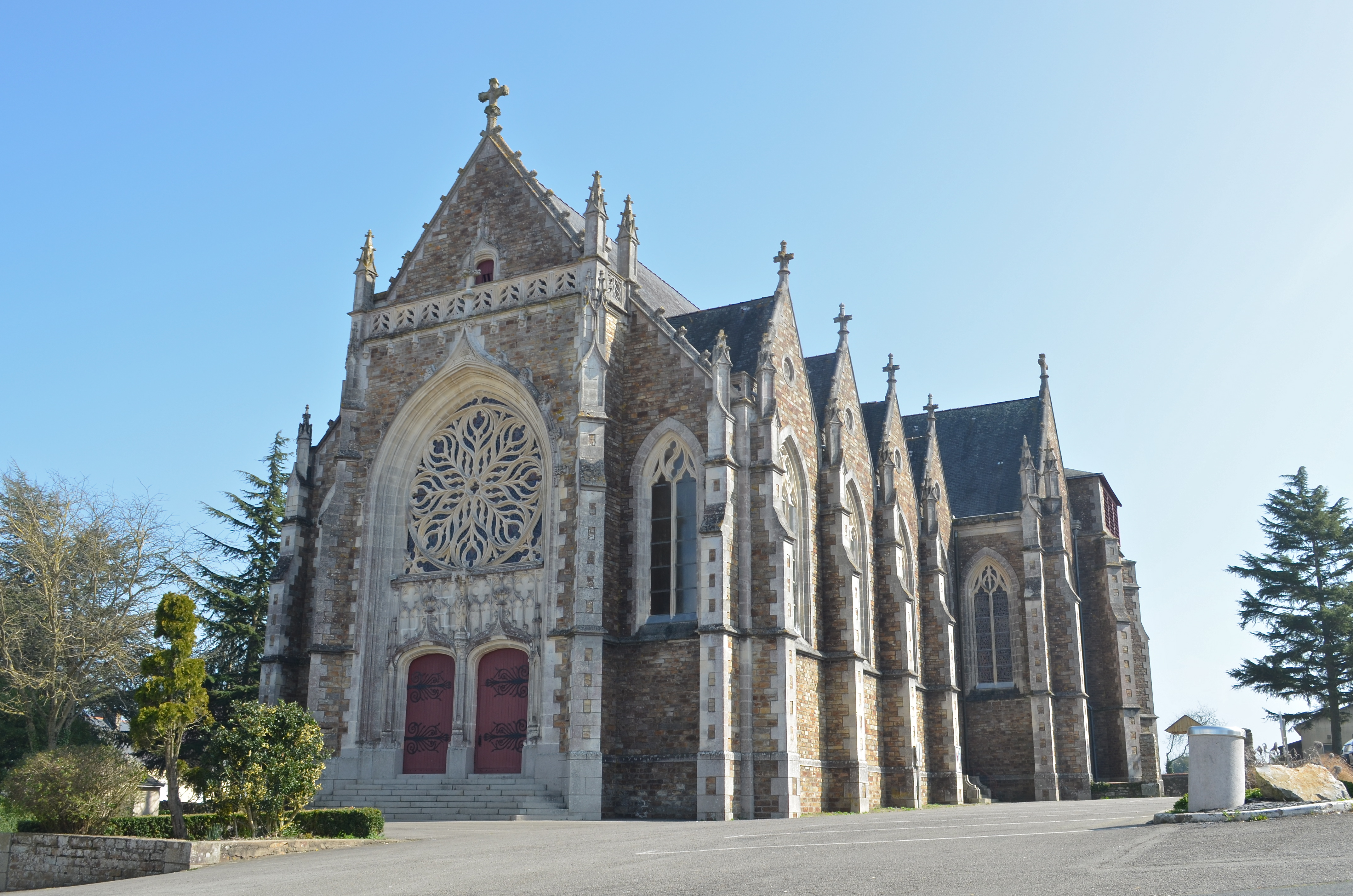
Église Saint-Martin de Rouans servant de décor à une scène du film.
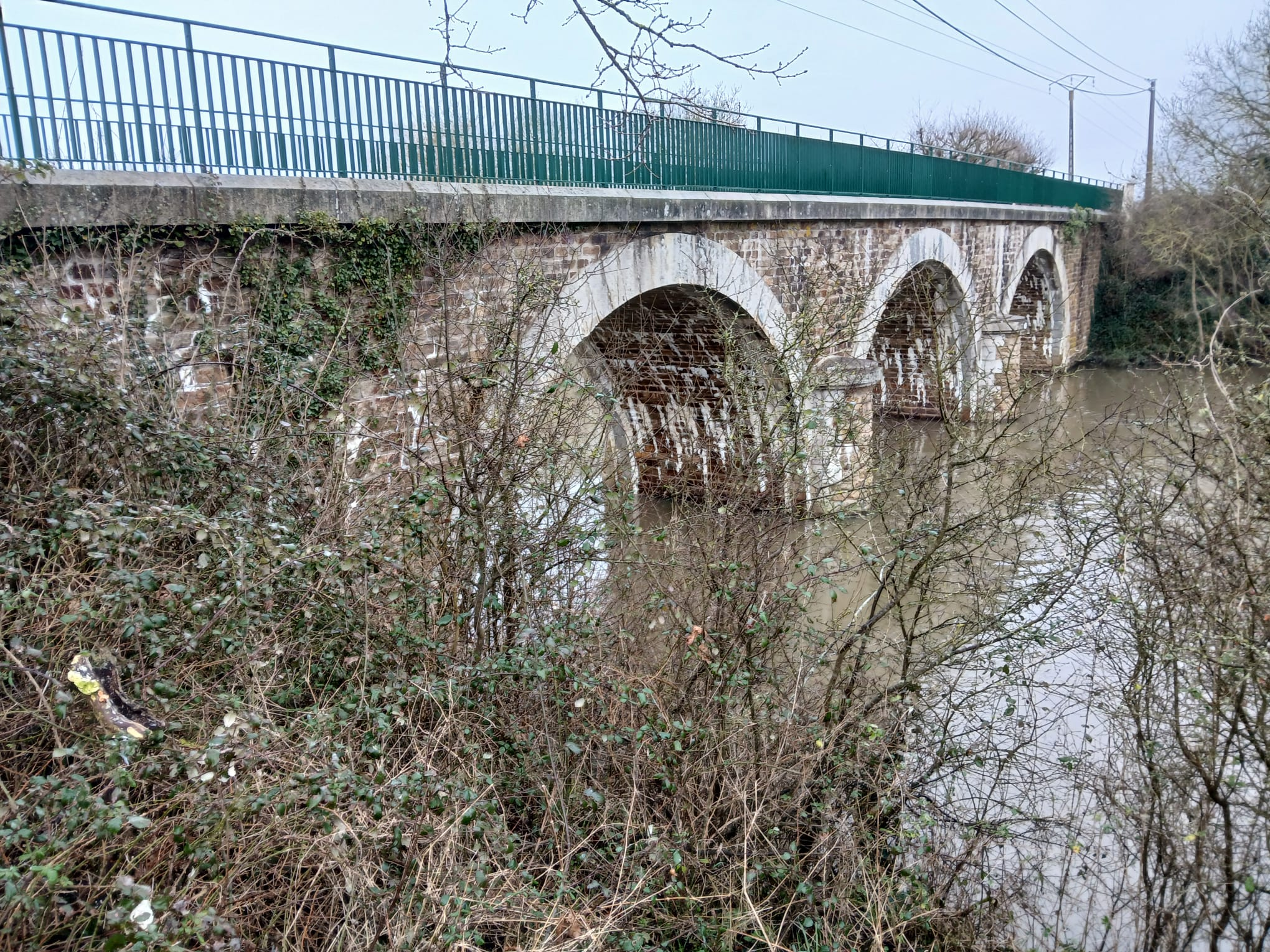
Pont de Buzon, sur l'Acheneau, servant de décor à la scène de la barque.

## Musique
- Der Hölle Rache kocht in meinem Herzen de La Flûte enchantée de Wolfgang Amadeus Mozart (chanté par Martine joyeuse, suivie par Louis à qui elle va montrer son secret).

### Bande originale
- Parue initialement en CD chez Milan, la bande originale du film Le Grand Chemin composée par Georges Granier a été rééditée chez Disques Cinémusique en 2013.

## Accueil

### Critiques
Le film reçoit des critiques mitigées.
- 3,9 sur 5 chez Allociné[7]
- 9 sur 10 chez Cinedweller[8]
- Télérama juge le film d'une « mièvrerie confortable »[9]

## Distinctions

### Nominations
César du Cinéma Français / César 1988 :
- Meilleur film
- Meilleur réalisateur : Jean-Loup Hubert
- Meilleur scénario original ou adaptation : Jean-Loup Hubert
- Meilleur acteur : Richard Bohringer
- Meilleure actrice : Anémone
- Meilleur montage : Raymonde Guyot

### Récompenses
- César du meilleur acteur 1988 pour Richard Bohringer
- César 1988 de la meilleure actrice pour Anémone
- Prix Georges de Beauregard 1987

## Autour du film

### Adaptation en roman
En 1989, Jean-Loup Hubert adapte son film en roman, publié chez Denoël.

### Quelques secrets de tournage
Dans une interview pour Télé Star en 2017, Vanessa Guedj révèle que le couple Lucas devait être incarné par Coluche et Josiane Balasko, mais Coluche est décédé quelque temps avant le début du tournage.
Vanessa Guedj révèle aussi qu'elle et Antoine Hubert faisaient les 400 coups ensemble, que ce soit dans la famille d'accueil qui les hébergeait durant le tournage ou sur le plateau de tournage, et que Richard Bohringer était « complice » de cela, mais qu'il savait aussi y mettre fin.

### Remake
Un remake américain de ce film sera réalisé en 1991 sous le titre de Paradise, mettant en scène Elijah Wood, Don Johnson et Melanie Griffith.

### Diffusion télévisée en France
Dans son enquête de septembre 2014 concernant les meilleures audiences des films en prime time depuis 1989 lors de leur diffusion à la télévision française, Médiamétrie indique que Le Grand Chemin a été vu :
- par 13,58 millions de téléspectateurs le 21 mars 1989, arrivant en 11e position des meilleures audiences ;

- par 13,47 millions de téléspectateurs le 21 juillet 1992, arrivant cette fois en 12e position[12].

### Version restaurée
En août 2023, pour les 35 ans du film, une version restaurée est diffusée au cinéma.